# Sędziwoj (imię)
Sędziwoj, Sędowoj, Sędźwoj, Sudywoj — staropolskie imię męskie. Znaczenie imienia: "ten, który sądzi wojowników".
Sędziwoj imieniny obchodzi 18 stycznia i 8 listopada.
Znane osoby noszące imię Sędziwoj:
- Sędziwój z Czarnkowa -  kasztelan nakielski
- Sędziwój z Jarocina — wojewoda poznański
- Sędziwój Ostroróg -  wojewoda poznański
- Sędziwój Pałuka - wojewoda kaliski
- Sędziwój Tęczyński - sekretarz królewski, rektor Akademii Krakowskiej

Zobacz też:
- Alchemik Sędziwój
- Sędek (województwo świętokrzyskie)